# آسیاب کرفه ۱
آسیاب کرفه ۱ مربوط به سده‌های متأخر دوران‌های تاریخی پس از اسلام است و در شهرستان پل‌دختر، بخش مرکزی، دهستان ملاوی، ۲/۵ کیلومتری غرب روستای پران پرویز واقع شده و این اثر در تاریخ ۲۸ اسفند ۱۳۸۵ با شمارهٔ ثبت ۱۸۴۷۹ به‌عنوان یکی از آثار ملی ایران به ثبت رسیده است.